# 2013 EJ154
2013 EJ154 est un objet transneptunien faisant partie des cubewanos et une planète naine potentielle, ayant un diamètre estimé à environ 310 km.